# ناحیه العزیزیه
ناحیه العزیزیه (به عربی: دائرة العزیزیة) یک ناحیه در الجزایر است که در استان مدیه واقع شده‌است.